# ГАЗ (компания)
«Группа ГАЗ» — российская автомобилестроительная компания. Штаб-квартира — в Нижнем Новгороде. «Группа ГАЗ» объединяет 13 производственных предприятий в восьми регионах России, а также сбытовые и сервисные организации. «Группа ГАЗ» выпускает лёгкие и среднетоннажные коммерческие автомобили, тяжёлые грузовики, автобусы, силовые агрегаты и автокомпоненты.
Основное юридическое лицо «Группы ГАЗ» — ПАО «ГАЗ» (консолидирует финансовые результаты всего холдинга по МСФО, занимается производством автокомпонентов), переданное в управление ООО «Управляющая компания «Группа ГАЗ»».
«Группа ГАЗ» представляет собой холдинг, консолидированный вокруг ПАО «ГАЗ» и объединяющий ряд промышленных предприятий машиностроительного сектора, являющихся, в основном, дочерними обществами ПАО «ГАЗ».
ООО «Управляющая компания «Группа ГАЗ»» создано 28 сентября 2006 года и на 100 % принадлежит ПАО «ГАЗ».

## История
В 2000 году группа «Сибирский алюминий» (позднее ставшая «Базовый элемент») начала приобретать автомобильные заводы. Первым был Павловский автобус, за ним последовал Горьковский автомобильный завод и другие. Для управления автомобилестроительными активами была образована компания «Руспромавто». В 2001 году компания контролировала ГАЗ, ПАЗ, ЛиАЗ, ГолАЗ, КАвЗ, ЯМЗ и другие заводы.
«Группа ГАЗ» основана в 2005 году в результате реструктуризации производственных активов ОАО «Руспромавто».

### Слияния и поглощения
В августе 2006 года специализирующиеся на производстве военной техники предприятия «Группы ГАЗ» (ОАО «Арзамасский машиностроительный завод», «Завод корпусов» в городе Выксе и ОАО «Барнаултрансмаш») выделены в самостоятельное предприятие — ООО «Военно-промышленная компания» — с целью обеспечить разделение автомобилестроительного бизнеса «Русских машин» на публичные («Группа ГАЗ») и непубличные («Военно-промышленная компания») активы.
Летом 2006 года «Группа ГАЗ» за 40,67 миллиона долларов США приобрела британскую компанию по производству лёгких грузовиков LDV Holgings (Бирмингем). Весной 2009 года в связи с кризисом сбыта, вызванным, в том числе, мировым экономическим кризисом, LDV Holgings попала под процедуру банкротства. В результате в начале мая 2009 года «Группа ГАЗ» договорилась о продаже этой компании малайзийскому автопроизводителю Weststar.
В 2008 году «Группа ГАЗ» договорилась о покупке 50% итальянской VM Motori и локализации производства её двигателей. Закрытие сделки должно было произойти после одобрения антимонопольными органами. «Группа ГАЗ» также заключила соглашение с General Motors (контролирует 50 % VM Motori) об условиях совместного владения итальянской компанией. В середине 2009 года данная сделка была расторгнута в связи с последствиями экономического кризиса.
С 1 января 2011 года Барнаултрансмаш выведен из-под управления ООО «ВПК», но остаётся частью холдинга группы компаний «ГАЗ».
В 2019 произошло слияние ПАО «Газ» и Завода штампов и пресс-реформ .

## Собственники и руководство
Акционерное общество находится под управлением Совета директоров, председатель совета директоров — Зигфрид Вольф,
единоличным исполнительным органом является ООО «Управляющая компания Группа ГАЗ».
Акционерами ПАО «ГАЗ», по состоянию на 09.05.2016, являются:
- ООО «Русские машины» 65,56% обыкновенных акций.
- АО УК «Ингосстрах-Инвестиции» 17,52% обыкновенных акций.
- Российская Федерация 0,16%.
- Прочие 16,76%.

Капитализация компании на конец I квартала 2008 года составляла 3,3 миллиарда долларов США.

## Состав
«Группа ГАЗ» разделена на 5 дивизионов (направлений деятельности), в состав каждого из которых входят производственные предприятия и сбытовые организации.
- Дивизион «Лёгкие коммерческие и легковые автомобили»
  - Горьковский автомобильный завод (ГАЗ) — основное предприятие группы; на него приходится более половины оборота всей «Группы ГАЗ»[15].
  - Саранский завод автосамосвалов
  - Ульяновский моторный завод (УМЗ)
  - «Нижегородские моторы»
- Дивизион «Автобусы»
  - Павловский автобусный завод (ПАЗ)
  - Курганский автобусный завод (КАвЗ)
  - Ликинский автобусный завод (ЛиАЗ)
  - Голицынский автобусный завод (ГолАЗ)
- Дивизион «Силовые агрегаты»
  - «Автодизель» (Ярославский моторный завод, ЯМЗ)
  - Ярославский завод дизельной аппаратуры (ЯЗДА) и Ярославский завод топливной аппаратуры (ЯЗТА)
- Дивизион «Автокомпоненты»
  - Горьковский автомобильный завод (ГАЗ)
  - Завод штампов и пресс-форм
  - Канашский автоагрегатный завод (КААЗ)

18 июля 2007 открыт Объединённый инженерный центр, составленный из инженерных подразделений заводов «Группы ГАЗ». Головная площадка — в Нижнем Новгороде. Цель — совместная работа над обновлением модельного ряда предприятий «Группы ГАЗ».

## Санкции
В апреле 2018 года Минфин США включил ГАЗ в санкционный список «против российских олигархов, должностных лиц и организаций в ответ на вредоносную деятельность в мире», как компания связанная с Олегом Дерипаской. Власти США несколько раз переносили сроки исполнения санкций, они вступили в силу c мая 2022 года.
14 сентября 2023 года, в ответ на российское нападение на Украину, компания включена в блокирующий санкционный список США против производственного сектора экономики России. Также «Группы ГАЗ» была включена в санкционный список Украины и Японии так как компания «совершает производство и поставку продукции военного назначения, которая использовалась Россией во время незаконного вторжения в Украину».

## Деятельность
Дивизион «Лёгкие коммерческие и легковые автомобили» производит лёгкие коммерческие автомобили «Газель» и «Соболь», среднетоннажные грузовики «Валдай» и ГАЗ, машины повышенной проходимости «Садко» и «Вепрь».
Модельный ряд включает лёгкие и среднетоннажные коммерческие автомобили полной массой от 2,8 до 8,2 тонн, микроавтобусы вместимостью от 6 до 14 пассажиров, фургоны и фургоны-комби, шасси, бортовые автомобили, самосвалы, а также более 300 модификаций: автомобили скорой медицинской помощи, школьные автобусы, автоцистерны, самосвалы, автоэвакуаторы, автолавки, лаборатории, инкассаторские автомобили, спецтранспорт для силовых структур и другие.
В 2010 году предприятие запустило в производство новую линейку модернизированных коммерческих автомобилей «Газель-Бизнес». В автомобиль было внесено 150 конструктивных изменений, применены импортные компоненты. В течение 2010 года была выпущена «Газель-Бизнес» с газобаллонным оборудованием итальянского производителя OMVL, а также «Газель-Бизнес» с дизельным двигателем.
В апреле 2013 года компания начала производство LCV нового поколения — автомобилей «Газель Next». Высокий ресурс и быстрая окупаемость автомобиля при использовании в самых разных сферах бизнеса дополняются увеличенной гарантией, низкой стоимостью технического обслуживания, высокой топливной эффективностью и лучшей ценой в своём классе.
«Группа ГАЗ» ведёт сотрудничество с компаниями Volkswagen, General Motors и Daimler по организации на мощностях автозавода производства легковых автомобилей Škoda Octavia, Škoda Yeti, Volkswagen Jetta, Chevrolet Aveo и коммерческих автомобилей Mercedes-Benz Sprinter. «Группа ГАЗ» также ведёт работу по выходу на рынки зарубежных стран: в 2012 году начат проект по сборке и реализации автомобилей «ГАЗель» в Турции.
Сервисно-сбытовая сеть Дивизиона «Лёгкие коммерческие и легковые автомобили» включает около 270 точек продаж в России и в СНГ, а также 240 сервисных центров.
Экспорт лёгких грузовиков в 2015 году «Группа ГАЗ» осуществляла в 39 стран мира.
Дивизион «Автобусы» производит автобусы малого класса, среднего класса, большого класса и автобусы дальнего следования. Продуктовая линейка автобусов «Группы ГАЗ» включает более 60 модификаций. Наряду с автобусами общего пользования предприятия компании выпускают автобусы специального назначения для силовых структур, школьные автобусы, полноприводные автобусы, автобусы в северном исполнении. Также с 2018 производит электробусы, которые сначала поставлялись в Москву, а к 2023 году выпускаются для Санкт-Петербурга, Владивостока, Тюмени и других городов. В планах компании, озвученных на Красноярском экономическом форуме, выйти на 10%-ный объем в общем выпуске автобусов для общественного транспорта.
Весь модельный ряд автобусов «Группы ГАЗ» унифицирован: малые машины (ПАЗ, длина от 7 м), автобусы среднего класса (КАвЗ, длина 8-10м), большие и особо большие городские автобусы и троллейбусы (ЛиАЗ, длина 12 и 18 м), междугородние и туристические машины (ГолАЗ, длина 12 и 15 м).
«Группа ГАЗ» имеет полную гамму низкопольных автобусов, работающих на различных видах топлива (газ, дизель, электричество).
«Группа ГАЗ» первой из отечественных производителей начала серийное производство автобусов экологических стандартов «Евро-5» и EEV («Евро-5+»).
Сервисно-сбытовая сеть дивизиона «Автобусы» включает около 40 дилеров в России, странах СНГ и дальнего зарубежья, а также более 100 сервисных станций.
Сервисно-сбытовая сеть дивизиона «Грузовые автомобили» включает около 80 сервисно-сбытовых точек в России и 15 центров в СНГ.
Дивизион «Силовые агрегаты» производит дизельные двигатели ЯМЗ, бензиновые двигатели УМЗ Евро-3 и Евро-4, топливную аппаратуру для дизельных двигателей ЯЗДА и коробки передач ЯМЗ и ГАЗ.
В октябре 2007 года «Группа ГАЗ» запустила в производство новые двигатели ЯМЗ-650 (Renault Trucks dCi11), выпускаемые по лицензии Renault Trucks. Тяжёлые дизельные двигатели ЯМЗ-650 предназначены для грузовых автомобилей, специальной техники, тракторов и комбайнов.
Параллельно с ним выпускаются так же двигатели собственной разработки ЯМЗ-236 и ЯМЗ-238.
В 2011 году «Группа ГАЗ» завершила строительство нового производства средних дизельных двигателей на базе Ярославского моторного завода «Автодизель». Предприятие выпускает 4-х и 6-цилиндровые двигатели ЯМЗ-530 (отвечающие стандартам «Евро-4», а затем и «Евро-5») для грузовых автомобилей и автобусов. На базе производства двигателей ЯМЗ-530 совместно с компанией Westport, ведущим международным производителем автомобильных газотопливных систем, организовывается производство двигателей на сжатом природном газе.
Сервисно-сбытовая сеть дивизиона «Силовые агрегаты» включает 194 офиса продаж в 80 субъектах Российской Федерации, 40 дилерских компаний в 33 странах ближнего и дальнего зарубежья.
Дивизион «Автокомпоненты» выпускает мосты, оси и подвески, колёсные диски, элементы выхлопной системы, чугунное литьё, продукцию кузнечного производства и инструментальную оснастку.
Автокомпонентное производство ГАЗа поставляет комплектующие предприятиям холдинга, а также сторонним заказчикам.
В 2012 году ГАЗ создал совместное предприятие с бельгийским производителем систем выпуска отработанных газов Bosal и подписал соглашение об организации СП со шведским производителем деталей крепежа — компанией Bulten, в 2013 году начал производство рам для автомобилей Mitsubishi Pajero Sport и подписал соглашение о намерении сотрудничать с итальянским производителем Magnetto Wheels об организации на своей площадке производства стальных штампованных колёсных дисков.
Сервисно-сбытовая сеть дивизиона «Автокомпоненты» включает 1,2 тыс. точек в России и около 300 центров в странах СНГ.

### Финансовые показатели
Как говорится в сообщении ресурса i-Mash от 5 мая 2014 года, по итогам 2013 года выручка «Группы ГАЗ» выросла на 13 % и составила 143,4 миллиардов рублей, впервые с 2008 года достигнув докризисного уровня. Основную часть выручки — свыше 50 % общего объёма — принёс компании Горьковский автозавод. Показатель выручки на одного сотрудника увеличился на 11 % до 215 тысяч рублей в месяц, что является рекордным показателем за всю историю компании.
Объём инвестиций, направленных на обновление модельного ряда и модернизацию технологий в 2013 году, составил 8,9 миллиардов рублей.
Одновременное инвестирование сразу в целый ряд крупных проектов во всех сегментах бизнеса повлекло за собой увеличение затрат и повышение потребности в оборотном капитале. В результате EBITDA в 2013 году составила 12,7 миллиардов рублей, снизившись на 1,6 миллиардов рублей по сравнению с 2012 годом. Показатель EBIT составил 9,8 миллиардов рублей, снизившись по сравнению с 2012 годом на 3,2 миллиардов рублей. При этом в 2013 году «Группа ГАЗ» заработала 4 миллиарда рублей чистой прибыли.
Доли компании на российском рынке[когда?]: около 50 % в сегменте лёгких коммерческих автомобилей, около 45 % в сегменте полноприводных большегрузных автомобилей, около 70 % в сегменте автобусов, свыше 40 % в сегменте двигателей.
Выручка ПАО «ГАЗ» в 2020 году составила 29,5 млрд рублей, по итогам 2021 года — 37,86 млрд рублей. Чистая прибыль 2020 года — 212,94 млн рублей, а в 2021 году она составила 127,28 млн рублей.

### Экономический кризис
14 февраля 2006 года дочерняя компания ООО «ГАЗ-финанс» разместила облигационный заём на сумму 5 миллиардов рублей.
12 февраля 2009 года «Группа ГАЗ» допустила технический дефолт, не исполнив оферту на выкуп этих облигаций на сумму 4,845 млрд руб.
Государственные гарантии в размере 20 миллиарда рублей и реструктуризация долга в 39,3 миллиардов рублей перед синдикатом из 22 банков возглавляемого Сбербанком были предоставлены без проведения процедуры банкротства.
При этом размер чистых активов в январе 2010 года составлял 27 млрд рублей.
Реструктуризацию завершили 17 февраля 2010 года, после того как Альфабанк — последний из 22 банков, подписал общее соглашение, которые остальные банки заключили в июле 2009 года.